# Nokia N93
Nokia N93 – model telefonu komórkowego  firmy Nokia, który  został wprowadzony na rynek w roku 2006.

## Dane techniczne
- czas czuwania (maksymalny): 240 h
- czas rozmowy (maksymalny): 300 min.

## Funkcje dodatkowe
- Aparat fotograficzny z matrycą 3,2 Mpix (max. 2048x1536 pikseli) z optyką sygnowaną logo Carl Zeiss. Obiektyw ma jasność 1:3.3 i ogniskową 4,5 mm do 12,4 mm. Soczewki Tessar
- Lampa błyskowa
- Czujnik CMOS
- 3x zoom optyczny
- 20x zoom cyfrowy
- Mechaniczna migawka z prędkością 1/1000-2s
- Dodatkowa Kamera do video-rozmów o rozdzielczości QVGA
- Wyświetlacz Główny o rozdzielczości 2,4" QVGA, 240x320 pikseli, kolorowy TFT z 262 144 kolorami.
- Nagrywanie z jakością bliską DVD z szybkością 30 klatek na sekundę
- Cyfrowa stabilizacja obrazu
- 52 MB pamięci RAM (około 20 MB dostępne dla użytkownika po włączeniu telefonu)
- Java MIDP 2.0
- Dzwonki polifoniczne, True-tone, MP3, Dzwonki-video
- Symbian, S60 3rd Edition Symbian 9.1
- System Plug and Play
- Komunikacja Bluetooth
- Transmisja danych CSD, GPRS, EDGE, UMTS, WLAN
- Push to talk
- USB 2.0
- TV out
- Sprzętowa akceleracja grafiki 2D/3D
- Radio stereo z funkcją Visual Radio
- Informacje dodatkowe, MMS, odtwarzacz MP3, obsługa video, slot kart pamięci mini SD (max. pojemność kart: 2 GB), przeglądarka WWW, e-mail, radio, dyktafon, wbudowany zestaw głośnomówiący